# سیارک ۷۳۶۷۰
سیارک ۷۳۶۷۰ (به انگلیسی: 73670 Kurthopf، نامگذاری:1982QP) هفتاد و سه هزار و ششصد و هفتادمین سیارک کشف شده‌است که در ۱۹ اوت ۱۹۸۲ کشف شد.